# Delle (Frankrijk)
Delle is een gemeente in het Franse departement Territoire de Belfort (regio Bourgogne-Franche-Comté). Delle telde op 1 januari 2022 5.677 inwoners. De plaats maakt deel uit van het arrondissement Belfort. In het Elzassisch of het Duits heette de plaats vroeger Dettenried of Dattenried.

## Geschiedenis
In 728 werd de plaats met daarop een villa (landbouwonderneming) en een kerk geschonken aan de Abdij van Murbach door de graaf van Elzas. Als kerkelijk goed stond Delle onder de bescherming van de graaf van Ferette. In de jaren 1230 deed zich een conflict voor tussen de graaf van Ferette en die van Montbéliard over het bezit van Delle. In die periode werd waarschijnlijk het kasteel van Delle gebouwd.
In 1944 werd door de Duitse bezetter de verdedigingslinie Schutzwall West gebouwd in de gemeente. In 1972 fuseerde Delle met buurgemeenten Lebetain en Joncherey maar in 1980 (Lebetain) en 1983 (Joncherey) werd deze fusie ongedaan gemaakt.

## Geografie
De oppervlakte van Delle bedroeg op 1 januari 2022 9,2 vierkante kilometer; de bevolkingsdichtheid was toen 617,1 inwoners per km². De Allaine stroomt door de gemeente.
De onderstaande kaart toont de ligging van Delle met de belangrijkste infrastructuur en aangrenzende gemeenten.

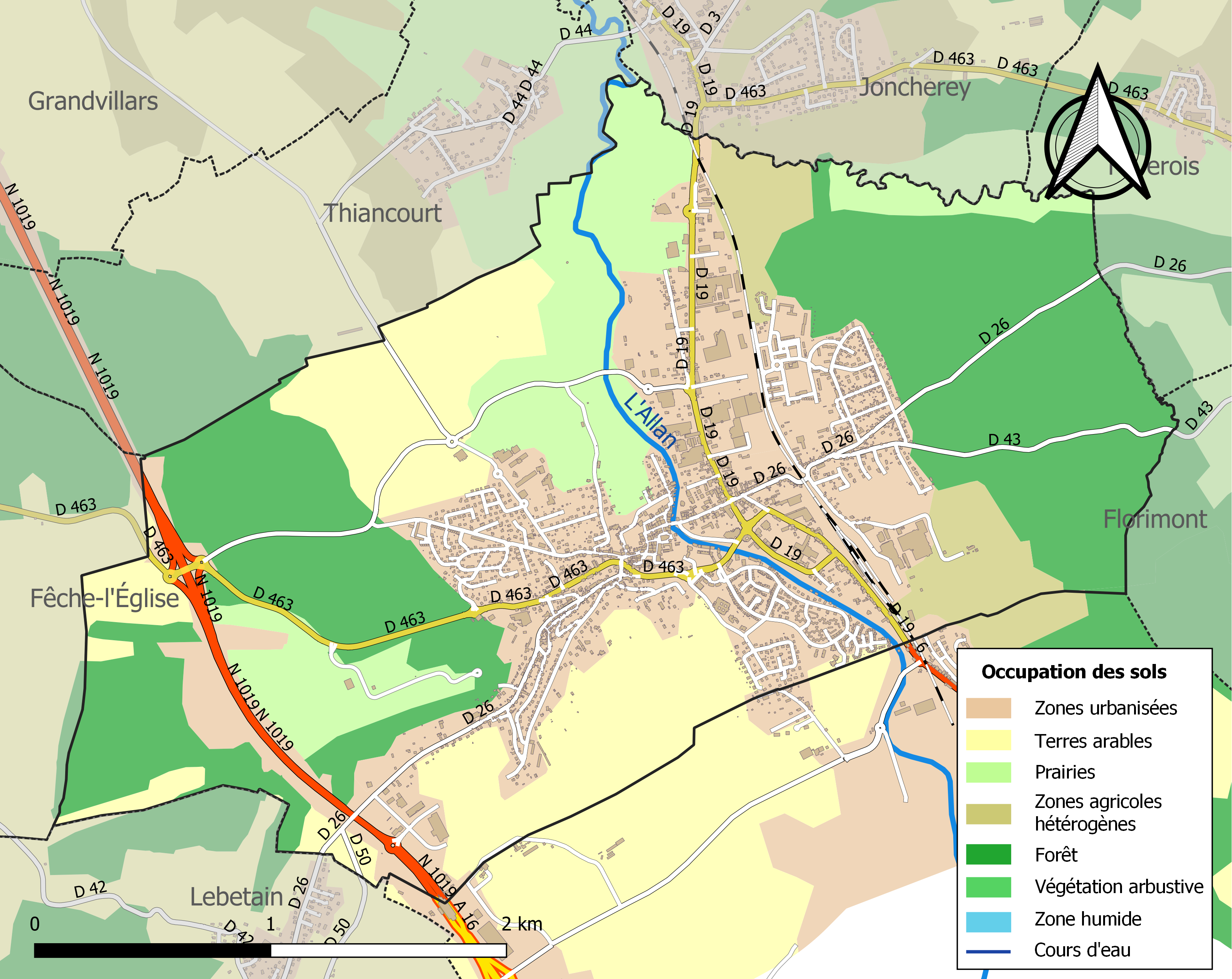

## Demografie
Onderstaande figuur toont het verloop van het inwonertal (bron: INSEE-tellingen).

## Geboren
- Maurice Feltin (1883-1975), kardinaal en aartsbisschop
- Jacques Santini (25 april 1952), voetballer en trainer
- Amaury Leveaux (2 december 1985), zwemmer